# Departamento San Martín (Corrientes)

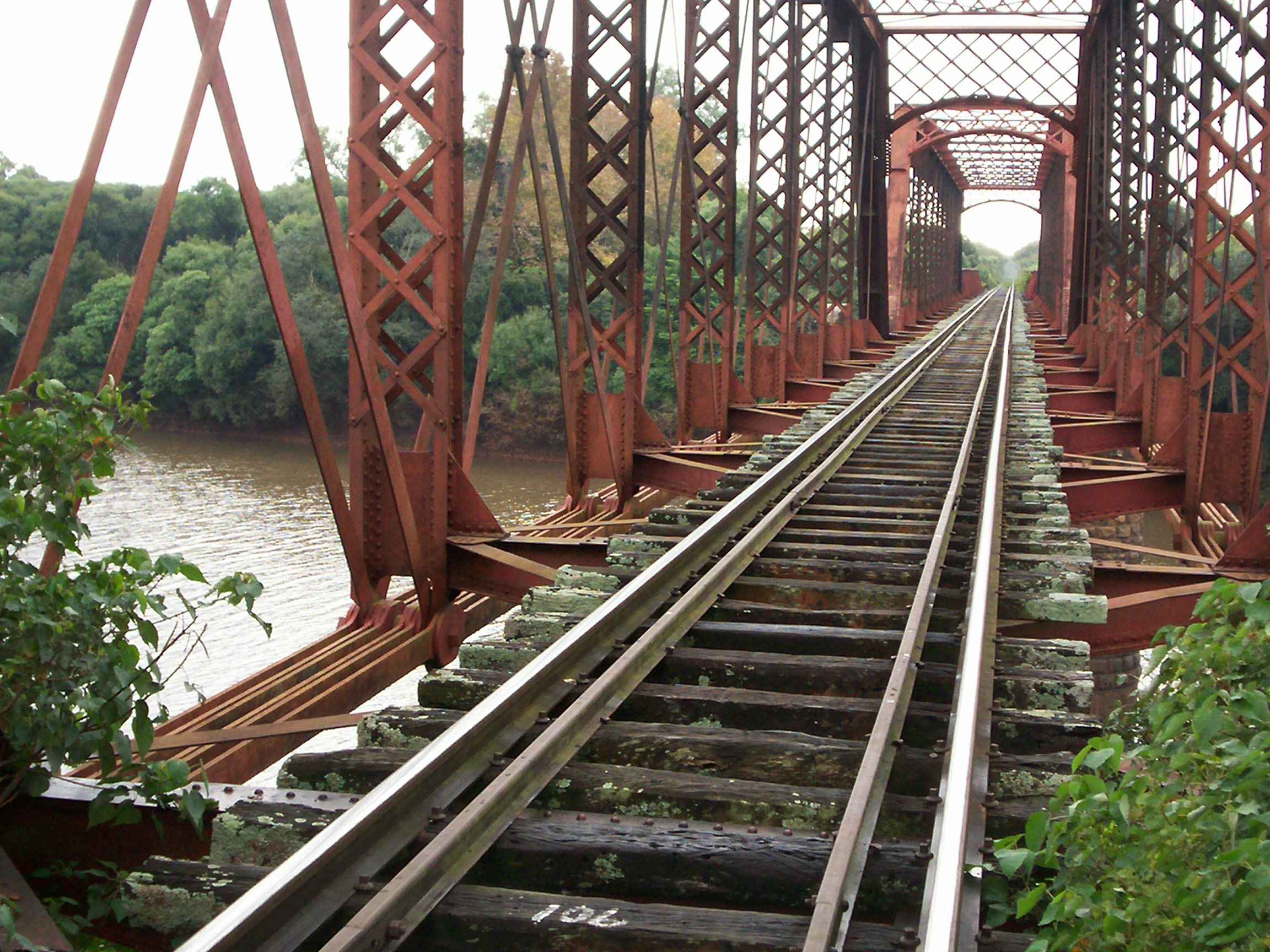
Puente del ferrocarril Urquiza sobre el río Aguapey en La Cruz, límite entre los departamentos correntinos de San Martín y Alvear.

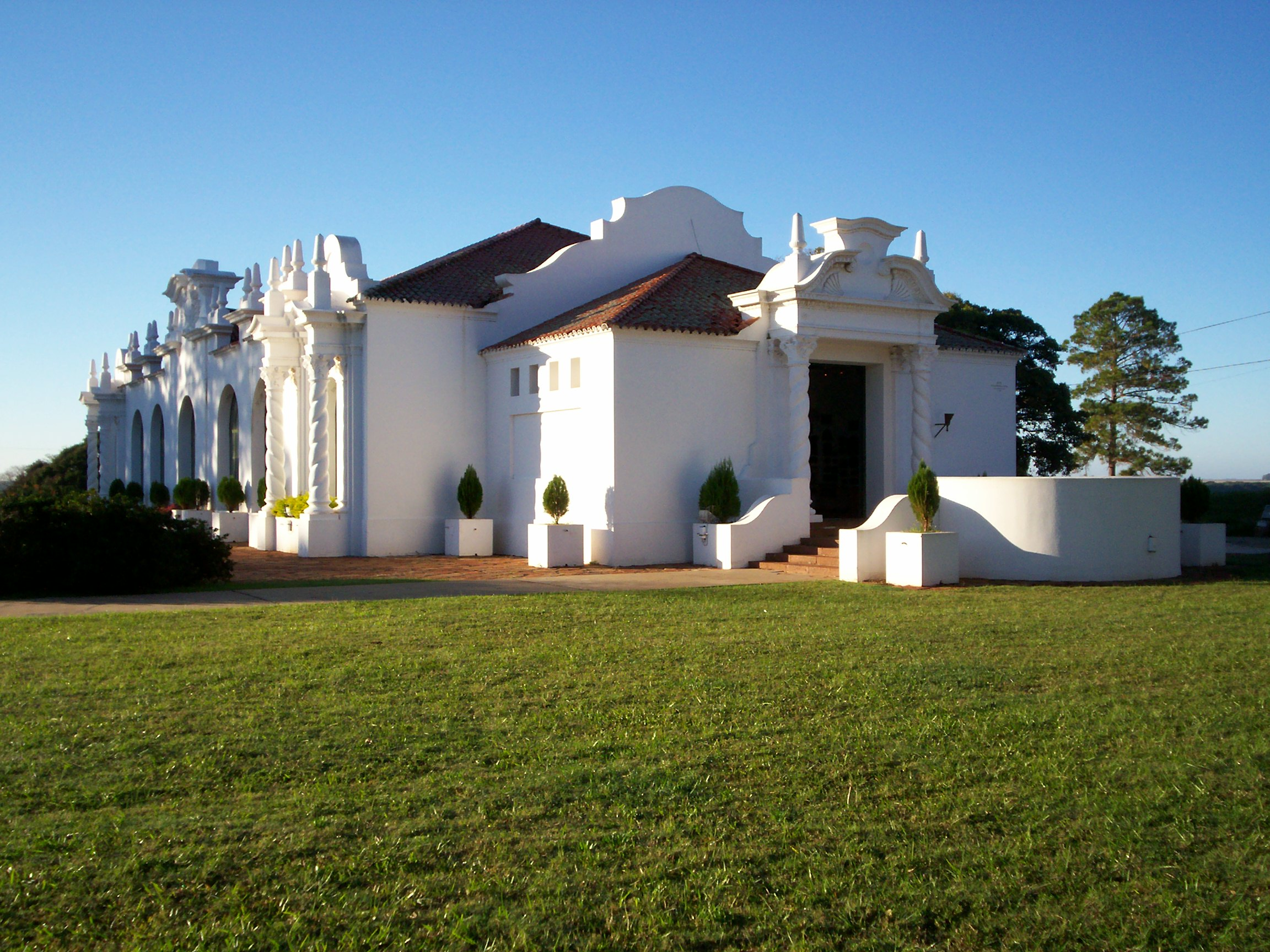
Templete Histórico Sanmartiniano (Yapeyú).

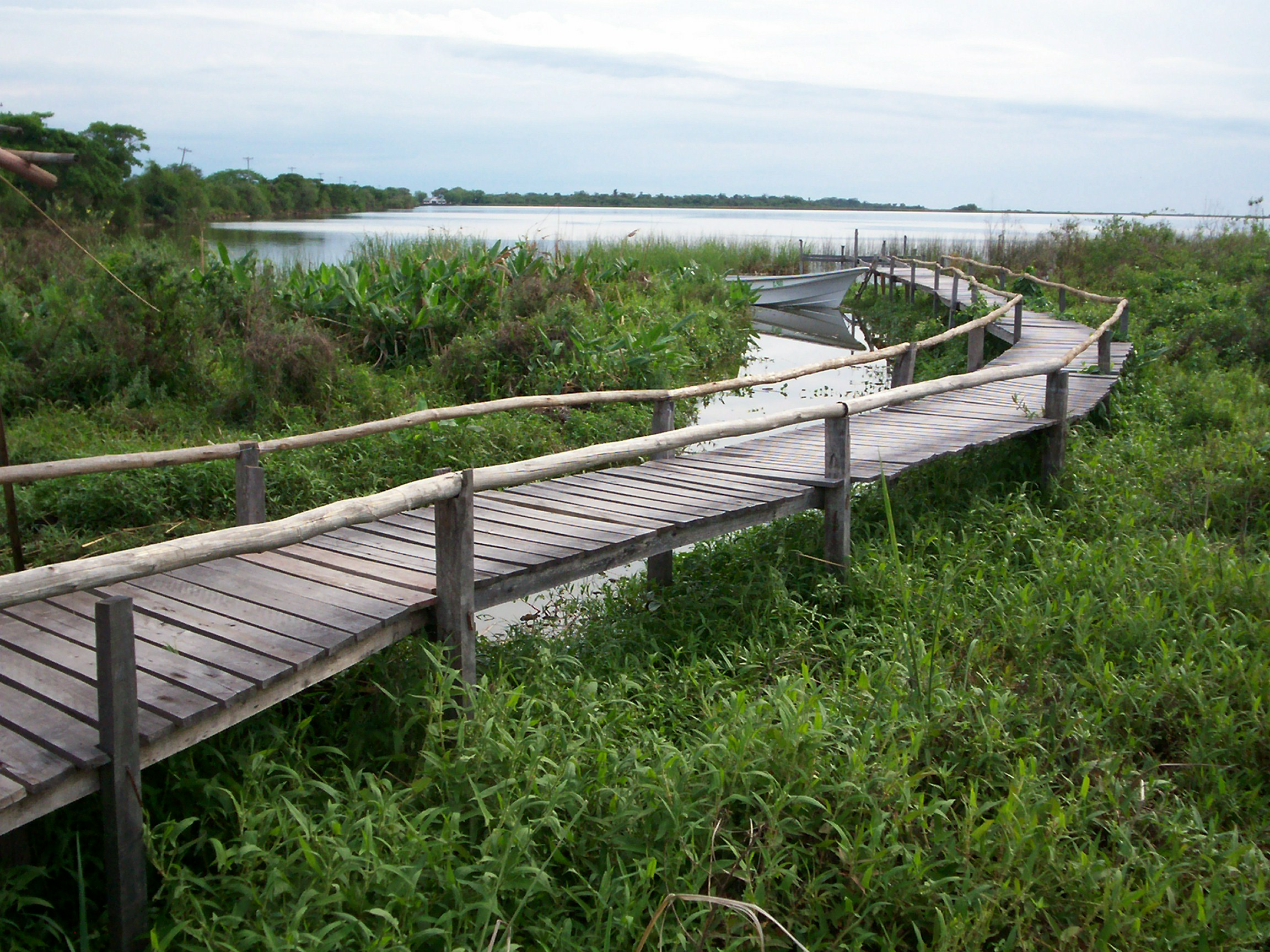
Muelle en la laguna Iberá (Colonia Carlos Pellegrini).

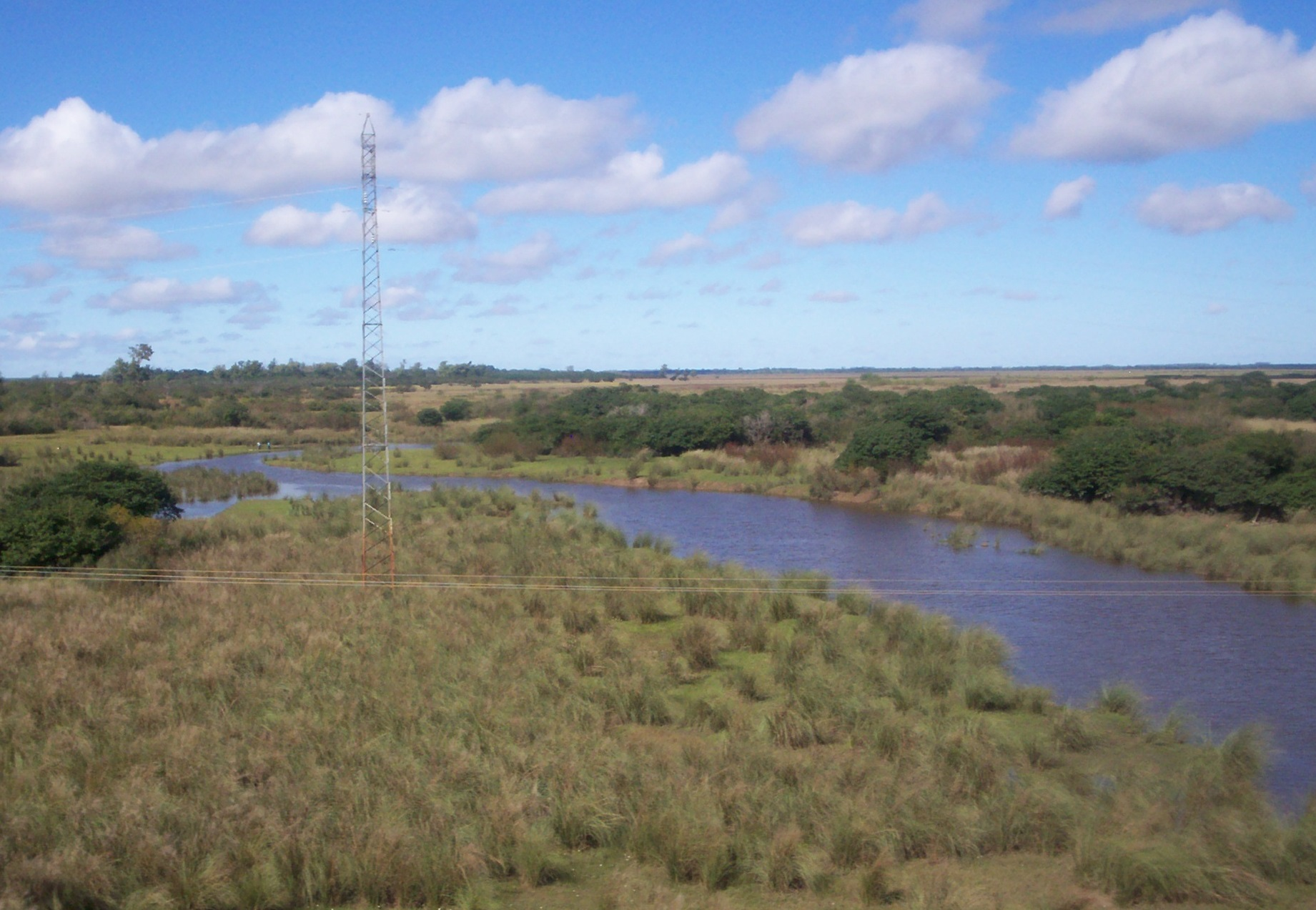
Arroyo Guaviraví, límite entre los departamentos correntinos de Paso de los Libres y San Martín. Vista desde la Ruta Nacional 14.

San Martín es un departamento de la provincia de Corrientes, en el noreste de Argentina; que ocupa 6653.2 km², en la región noreste de la provincia. En el departamento está ubicado el Museo Sanmartiniano en el pueblo de Yapeyú, donde nació el Libertador General José de San Martín. Buena parte del departamento pertenece a la reserva natural de los Esteros del Iberá, incluyendo el pueblo de Colonia Carlos Pellegrini, la base principal para la exploración de la reserva. La cabecera departamental es la ciudad de La Cruz.

## Historia
Una ley provincial sancionada el 31 de julio de 1899 renombró al pueblo de San Martín como Yapeyú, mientras que el departamento hasta entonces llamado La Cruz pasó a denominarse San Martín.
El 7 de marzo de 1917 el gobernador Mariano Indalecio Loza aprobó por decreto el Cuadro comparativo de la subdivisión en Departamentos y Secciones de la Provincia de Corrientes; Límites interdepartamentales e interseccionales, que fijó para el departamento San Martín los siguientes límites:

Departamento San Martín - Límites departamentales: Norte: Límite Norte de las propiedades de Juan Caminal y Pedro Núñez, cañada Ipuku y río Aguapey, arroyo Sarandí y límite Este de las propiedades Marcelino Acuña y Hnos., Carlota da Silva, Mercedes Galván, Domingo López, Juana Rivero de la Rosa, Nicandra de Paiva, bañado y arroyo Kuay Chico; Este: Río Uruguay; Sur: Río Uruguay, arroyo Guaviravi, brazo Chaco del Guaviravi, límite Sur de la propiedad de Elena Colomer hasta la entrada en el bañado Pairiri, siguiendo éste y el estero Aguará Cuá; Oeste: Estero Miriñay e Yvera.

El cuadro señaló que el departamento estaba dividido en 7 secciones:

El Departamento está dividido en siete Secciones con los siguientes límites:
 1ra. Sección: Norte: Cañada Ipuku y límite Norte de la propiedad de Valeriana Silva; Este y Sur: Arroyo Estingana y río Uruguay; Oeste: Arroyo Guaviravi.
 2da. Sección: Norte: Bañado Nazareno o Jurukua y límite Norte de la propiedad de Enriqueta G. de Feu; Este: Ríos Aguapey y Uruguay; Sur: Río Uruguay, arroyo Estingana, límite Sur de las propiedades José Garay y Hnos. y O. de Silveira (cañada Ipuku); Oeste: Límite Oeste de las propiedades de Enriqueta G. de Feu, Antonia Barcellos de Luca, Joaquín Comas, Fernando Serpa, María y Benito Núñez da Silva, Malvina Escobar, suc. Coutinho, bañado y arroyo Guaviravi.
 3ra. y 4ta. Sección: Al Este del río Aguapey están la Cuarta y la Tercera Secciones. La línea divisoria es el límite Norte de las propiedades de Francisco Sussini y Virginia Barreiro de Hidalgo e hijos, Martiniano Antonini y la parte septentrional del F. C. N. E. A., quedando al Sur de la línea divisoria la Tercera, y al Norte, la Cuarta Sección.
 5ta. y 6ta. Sección: Toda la parte Oeste de la 1ra. y 7ma. Sección comprende la 5ta. y 6ta. Sección. La línea divisoria entre las dos Secciones arranca del mojón Noroeste de la propiedad Fernando Serpa, sigue el límite Nordeste y Norte de la propiedad de Beláustegui y Aráustegui, límite Norte de las de South American Cattle Farm Ltda. y Hnos. de Cáceres. Al Sur de esta línea divisoria queda la 5ta. Sección; al Norte, la 6ta. Sección;
 7ma. Sección: Norte: Laguna Yvera y límite Norte de las propiedades de Juan Caminal y Pedro Núñez; Este: Río Aguapey; Sud: Bañado Nazareno y límite Sur de las propiedades de Ismael y Camila Serpa, Juan B. Desimoni y José Luis Nicolini; Oeste: Límite Oeste de las propiedades de Pedro Avendaño, Guillermo Vallejos, Juan B. Desimoni y José Luis Nicolini.

El 31 de agosto de 1935 fue publicado el decreto del vicegobernador Pedro Resoagli que determinó los límites de los departamentos:

Departamento San Martín: Tiene los siguientes límites generales: Norte: La laguna y esteros del Iberá desde Paso Claro, en su unión con los bañados del Miriñay, hasta encontrar, rumbo al Norte, la prolongación de la línea Norte de la propiedad de Juan Caminal; sigue por ese deslinde y el de la propiedad de Pedro Núñez hasta encontrar, en cañada Ipuku, el río Aguapey, por cuyo curso, aguas abajo, continúa hasta la boca del arroyo Sarandí; sigue luego por éste, aguas arriba, hasta encontrar el límite Norte de la propiedad de Rosario Verón, por el cual -y el de la perteneciente a Tomasa R. Verón de Castro-, continúa para seguir por el deslinde oriental de las de los sucesores Acuña, Carlota da Silva, Mercedes Galván, Domingo López, Juana Rivero da Rosa, Nicandra R. de Paiva, Adolfo Acuña, Serapio Ramírez y Dolores R. de Herrera, hasta el bañado Horquetas del Kuay Chico; continúa por éste, tomando el límite Norte de las propiedades de Juana B. de Buera, herederos de Luis Lezcano y Julio Da Silva, hasta el curso del arroyo Kuay Chico, por el que continúa hasta el río Uruguay; Este: El río Uruguay desde la boca del arroyo Kuay Chico hasta la desembocadura del arroyo Guaviravi; Sud: El arroyo Guaviravi desde su desembocadura en el río Uruguay, aguas arriba, hasta el bañado del mismo nombre, siguiendo la línea Oeste de las propiedades de Osoria Barcellos de Silveira, Rodolfo Ferreyra, y señora, Inocencio de Luca y sucesión Coutinho da Silva; del mojón S. O. de la última sigue por “Brazo chico” del bañado del Guaviravi y por el bañado Chaco, y en ellos por el deslinde Sud de las propiedades de Antonio, Carmelo y Alberto da Silva, herederos Coutinho, Cirila Romero, Florencia S. de Alegre, Paulina Sanabria, Restituta Sanabria, María Salomé de Neme, Julio Sanabria, herederos de Antonia S. de Romero Maidana, Edisto Alvarez, Rosalía Alvarez, Félix Sanabria y Alegre, Alejo López Lecube, Luis Mattos, Ireneo Contreras y Cornelia C. de Ferreyra Fernández, hasta el bañado Pairiri, por el cual continúa, por el deslinde Sud de la propiedad de Cesárea Godoy de Verón, hasta el estero Aguará Cuá, y por éste hasta el río Miriñay; Oeste: El río Miriñay, desde el Aguará Cuá hasta que su curso se pierde en los esteros del mismo nombre, y por ellos hasta la Laguna Iberá, en Paso Claro.

En 1951 el departamento San Martín fue dividido, renombrándose departamento Juan Perón hasta la restitución del nombre de San Martín en 1955.
El 26 de septiembre de 1958 fue sancionada la ley n.º 1921 que creó el departamento General Alvear con parte del departamento San Martín:

Art. 3°.- El Departamento General Alvear, comprenderá la superficie territorial formada por las 3ª. y 4ª. Secciones Electorales del anterior Departamento de San Martín, y tendrá por límites: al Este y Sud el río Uruguay; al Oeste el río Aguapey que lo divide del departamento de San Martín y Norte y Noreste los límites que actual y anteriormente separaban este Departamento del de Santo Tomé.

## Población
Cuenta con 15 187 habitantes (Indec, 2022), lo que representa un incremento promedio anual del 1.3% frente a los 13 140 habitantes (Indec, 2010) del censo anterior.

La mediana de edad se estableció en 29 años.
| Gráfica de evolución demográfica de Departamento San Martín entre 1991 y 2022 |
|                                                                               |
| Fuente: censos nacionales del INDEC                                           |

## Localidades
La mayor parte de la población se concentra en la ciudad cabecera del departamento. El resto es población de carácter rural, dispersa o asentada en pequeñas localidades.
| Cabecera (Población 2010) | Localidades (Población 2010)                                                       |
| ------------------------- | ---------------------------------------------------------------------------------- |
| * La Cruz (7133 hab.)     | - Colonia Carlos Pellegrini (890 hab.) - Guaviraví (699 hab.) - Yapeyú (1736 hab.) |

## Clima
El clima es cálido tropical sin estación seca con una temperatura media anual es de 21 °C y precipitaciones de 1700 milímetros anuales aproximadamente. Los veranos son sofocantes por las temperaturas que alcanzan los 45° ocasionalmente y la elevada humedad. En cambio los inviernos son frescos, entre los 8° y 18 °C aunque puede haber temperaturas de hasta 1 °C. Los vientos que más afectan son el pampero y la sudestada.

## Economía
La principal actividad económica del departamento es la agropecuaria, especialmente la cría de ganado bovino.